# Џејми Хајнеман
Џејмс Френклин "Џејми" Хајнеман (25. септембар 1956) амерички је стручњак за специјалне ефекте и ко-водитељ телевизијске емисије Разоткривачи митова, заједно са Адам Севиџом. Он је такође власник М5 Индустрис, радионице за специјалне ефекте у којој су се снимали Разоткривачи митова. Познат је и по производњи робота.

## Детињство и младост
Хајнеман је рођен у Маршалу, Мичиген, а одрастао у Коламбусу у Индијани. Описујући свој детињство, Хајнеман је рекао: "Ја сам био проблематичан клинац, да будем искрен. Са 14 година сам побегао од куће и стопирао широм земље."
Дипломиро је руски језик и књижевност на универзитету у Индијани. Због промовисања науке добио је два почасна доктората инжињерства.

## Каријера
Хајнеман је радио као инструктор роњења, експерт за преживљавање у природи, капетан брода, лингвиста, власник продавнице животиња, механичар и кувар. Има блажи облик акрофобије (страха од висине) што је изазивало мање проблеме током снимања Разоткривача митова.

### Рад са специјалним ефектима
Већина његовог искуства у емисији Разоткривачи митова долази из тога што је радио са визуелним и специјалним ефектима за филмове. Почео је да ради овај посао у касним 80-им и први филм где је радио је био Топ ган. Од тада је радио техничар за филмове у многим флмовима, укључујући и Матрикс трилогију.
Хајнеман је власник компаније за израду специјалних ефеката, М5 Индустрис, која се налази у Сан Франциску.
Осим филмова, радио је и на рекламама. Нека од његових достигнућа укључују прављење аутомата за продају виђеног у 7 Ап рекламама, а радио је и на рекламама за Најки.

### Разоткривачи митова
Он је карактеристичан у емисији јер увек носи црну беретку, белу кошуљу преко црне дуксерице и наочаре за сунце. Ово, заједно са његовим Морж брковима и дубоким гласом, су сталне теме за вицеве осталим члановима тима. У његовој радионици виси знак на коме пише "Очисти или умри", видљиве у неколико епизода, који изражава његову жељу да одржи радњу чисту и уредну.
Хајнеманово понашање у Разоткривачима митова  је мирно и логично, у супротности са Севиџовом импулсивношћу и енергичношћу. Често га деконцентришу Севиџпве провокације јер њих двојица често имају врло различита мишљења. Хајнеманове замисли су једноставније од Севиџових Ова разлика је довело до бројних такмичења између два водитеља приликом тестирања митова.

## Лични живот
Године 1984. Хајнеман је упознао своју садашњу жену, Ајлин Волш, наставницу науке, док је радио као инструктор роњења на Девичанским острвима. Хајнеман се изјаснио као скептик  и атеиста.